# Гиждияны (Оргеевский район)
Гиждияны, Хыждиень (рум. Hîjdieni) — село в Оргеевском районе Молдавии. Наряду с селом Березложи входит в состав коммуны Березложи.

## География
Село расположено на высоте 134 метра над уровнем моря.

## Население
По данным переписи населения 2004 года, в селе Хыждиень проживает 707 человек (375 мужчин, 332 женщины).
Этнический состав села:
| Национальность | Число жителей | Процентный состав |
| -------------- | ------------- | ----------------- |
| молдаване      | 698           | 98,73             |
| украинцы       | 5             | 0,71              |
| русские        | 2             | 0,28              |
| румыны         | 1             | 0,14              |
| прочие         | 1             | 0,14              |
| Всего          | 707           | 100 %             |

## Известные уроженцы
- Борис Мовилэ (Boris Movilă, род. 1928) — молдавский редактор, публицист, сценарист и переводчик.